# 光雲神社
光雲神社（てるもじんじゃ）は、福岡県福岡市中央区西公園にある神社。

## 概要
旧社格は県社で、現在は神社本庁の別表神社。筑前福岡藩祖・黒田孝高（龍光院殿、如水）と、その子で初代筑前福岡藩主・黒田長政（興雲院殿）を祀る。社名は両神の法名から光と雲の一字ずつをとったものである。
境内には、福岡藩士で黒田二十四騎の一人・母里友信（太兵衛）の銅像があり、銅像下部には母里をモデルとした民謡「黒田節」の歌詞が刻まれている。また、長政が愛用した水牛の兜の像もある。拝殿天井には賽銭を入れた際、鶴の鳴き声が聞ける日本画「謡鶴」（作者：木原信）の装飾がある。
摂社、堅盤神社（かきわじんじゃ）には、祭神として黒田重隆、黒田職隆、黒田忠之、黒田綱之、厚姫（黒田継高娘、醍醐冬香許嫁）が祀られている。額は黒田家15代当主、黒田長久の揮毫。
末社、荒津神社(あらつじんじゃ)には、祭神として神武天皇、大物主神、金毘羅神が、日吉神社には大己貴神、国常立尊、正哉吾勝尊、国狭槌尊、伊耶那美命、天瓊瓊杵命、惶根尊を祀る。
参道にある一の鳥居から荒戸二丁目と三丁目の境目を通って明治通りに至る約五百メートルの県道谷荒戸線には「西公園さくら参道」の愛称がつけられている。愛称は当仁校区自治協議会と西公園商工連盟、ホークスとうじん通りまちづくり協議会により2021年1月19日に付けられた。

## 歴史
明和6年（1766年）、6代目福岡藩主の黒田継高が、長政を「武威円徳聖照権現」として福岡城二の丸、祈念櫓下に祠を創建し、祀ったのに始まる。
ついで黒田孝高を「水鏡権現」として合祀した。
明治4年（1871年）、廃藩置県により黒田家が東京に移転するにあたって、有志が11代藩主黒田長溥に懇願し、福岡城内の祠堂より小烏吉祥院跡に新たに祠堂を建立した。明治8年（1875年）に県社に列格した。
明治42年（1909年）に現在地の西公園に再移転、遷座した。この地は元々、2代福岡藩主、黒田忠之が建立した荒戸山東照宮（徳川家康を祀る東照宮を分祀したもの。筑前国続風土記に依れば各地の東照宮に劣らぬ壮麗華麗な社殿群であったと伝わる。）があった。
昭和20年（1945年）に福岡大空襲で全焼。社殿や黒田家所縁の文書や刀剣、御宝物などが焼失。昭和41年（1966年）にコンクリート造りで再建された。

## 施設
境内の主要な施設は次の通り。
- 本殿及び拝殿[注釈 2]
- 社務所
- 手水舎及び黒漆塗桃形大水牛脇立兜（くろうるしぬりももなりだいすいぎゅうわきだてかぶと）の像[注釈 3]
- 二の鳥居[注釈 4]
- 一の鳥居[注釈 5]
- 母里太兵衛像[注釈 6]
- 参道（五十二段の石段）

境内の主な施設の写真
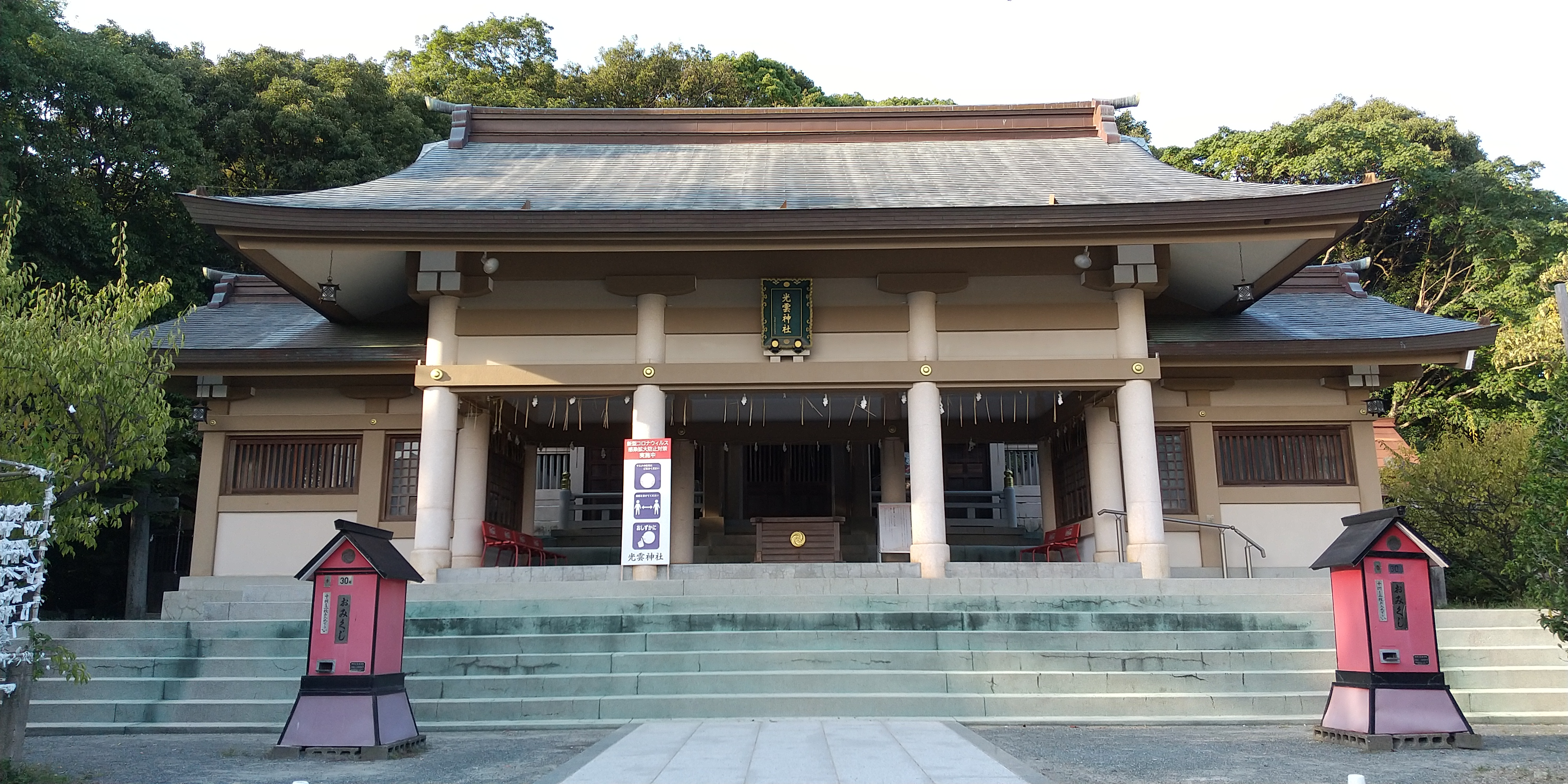
本殿及び拝殿
母里太兵衛像
黒漆塗桃形大水牛脇立兜の像(手水舎)
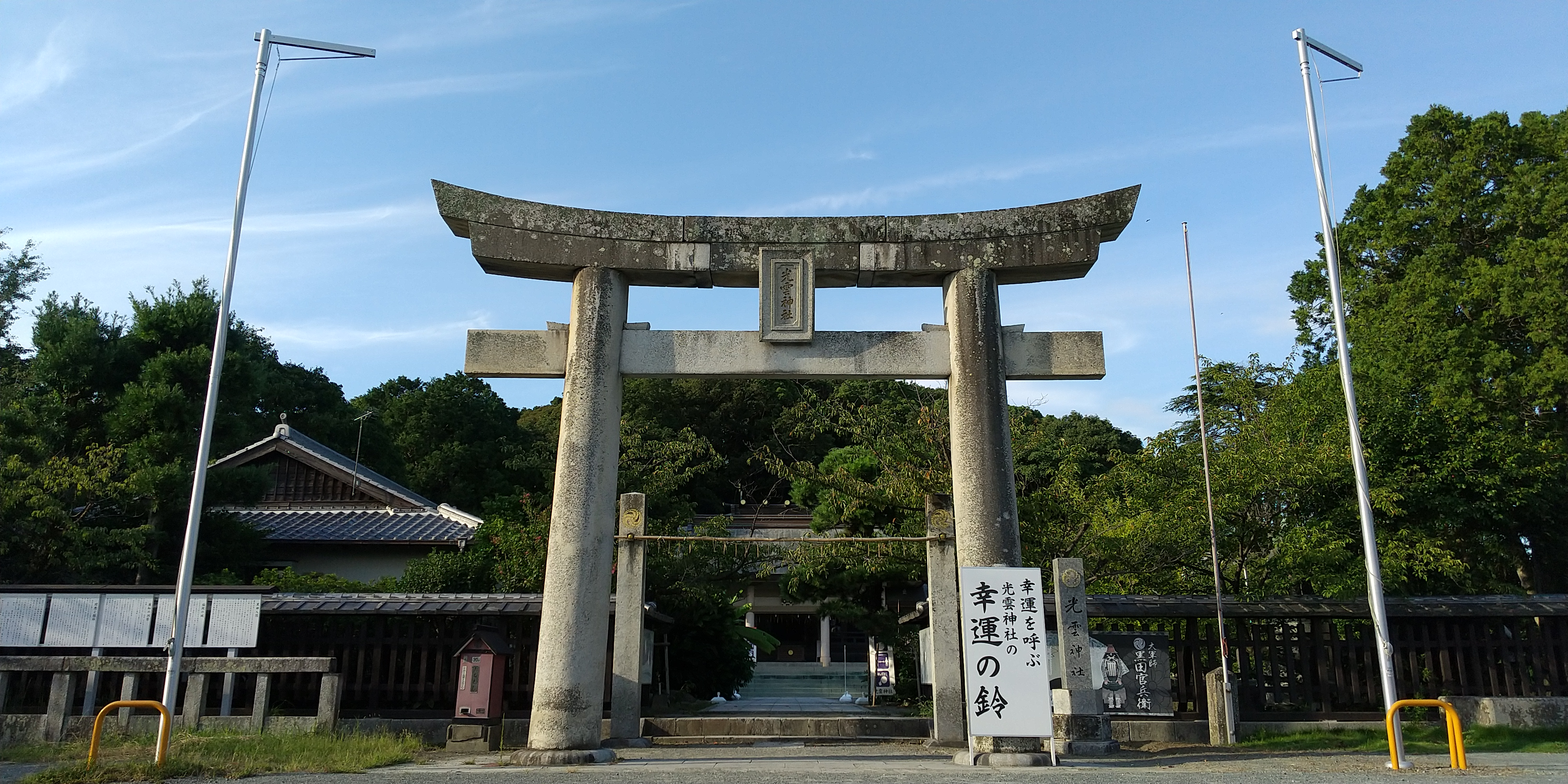
二の鳥居
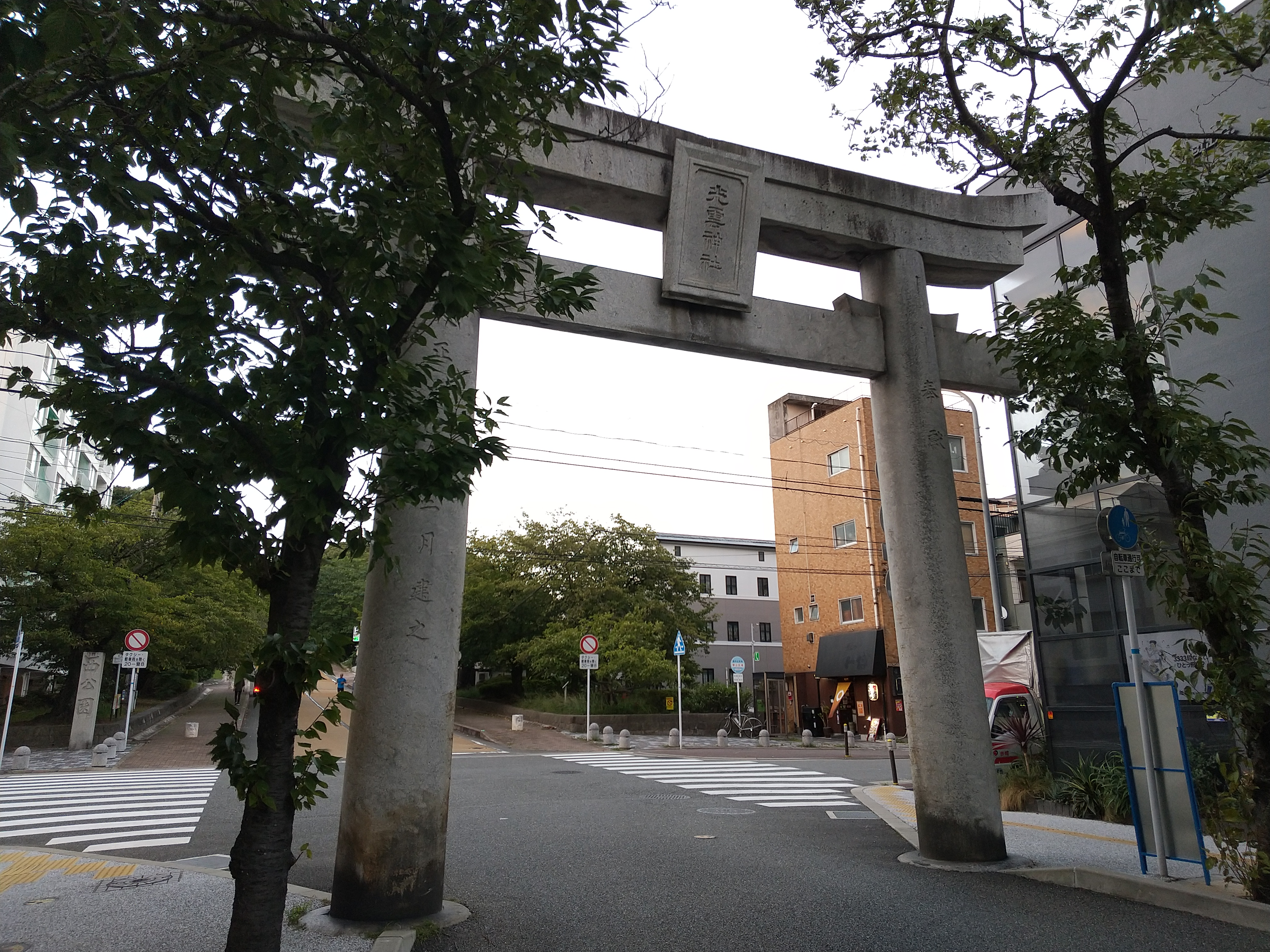
一の鳥居

主要な摂社は次の通り。
- 荒津神社（あらつじんじゃ）[注釈 7]
- 堅盤神社（かきわじんじゃ）[注釈 8]
- 日吉神社